# San Nicola Tonnara (przystanek kolejowy)
San Nicola Tonnara (wł. Stazione di San Nicola Tonnara) – przystanek kolejowy w San Nicola l'Arena (gmina Trabia), w prowincji Palermo, w regionie Sycylia, we Włoszech. Przystanek znajduje się na linii Palermo – Katania, Palermo – Porto Empedocle i Palermo – Mesyna. 
Według klasyfikacji RFI ma kategorię brązową.

## Linie kolejowe
- Linia Palermo – Katania
- Linia Palermo – Porto Empedocle
- Linia Palermo – Mesyna